# Instant Clarity
Instant Clarity – wydany w 1996 roku album niemieckiego wokalisty metalowego, Michaela Kiske. Jest to pierwszy solowy album wokalisty po odejściu z jego wieloletniego zespołu Helloween. Album cechuje znacznie mniejsza żywiołowość, niż ta, jaką Michael prezentował wraz z Helloween na poprzednich albumach. Jednak nie brak tu iście heavymetalowych kompozycji (The Calling, New Horizons) jak i spokojnych ballad (Always). Całość albumu zamyka 11 minutowy ,,Do I Remember A Life,,. Album został wydany przez Castle Communications.

## Lista utworów
1. Be True To Yourself
2. The Calling
3. Somebody Somewhere
4. Burned Out
5. New Horizons
6. Hunted
7. Always
8. Thanks A Lot!
9. Time's Passing By
10. So Sick
11. Do I Remember A Life